# Il documento umano
Il documento umano è un film del 1920 diretto da André Deed.
Prima parte: Il documento umano e nel 1921 la seconda parte: L'uomo meccanico. Il film per intero si sarebbe dovuto intitolare: Gli strani amori di Mado.
Il film viene considerato perduto.